# Wissenspolitik
Der Begriff Wissenspolitik hat zwei Bedeutungskreise. Erstens definiert Nico Stehr Wissenspolitik als ein neues Politikfeld, das gewissermaßen notwendig ist, weil die Gesellschaft aufgrund der Folgen (ungebremster) wissenschaftlicher Erkenntnisse (z. B. embryonale Stammzellen, Neurogenetik usw.)  zunehmend den Diskurs über Grenzen der Wissenschaft führt. Zweitens wird Wissenspolitik zunehmend in Analogie zu dem foucaultschen Begriff der Biopolitik gebraucht.

## Wissenspolitik als Politikfeld
Wissenspolitik ist ein politisches Gestaltungsfeld, das
- das Ziel verfolgt, die Kompetenz der Bürger und ihrer Gemeinschaften zu einer geglückten, selbstbestimmten Lebensgestaltung nachhaltig zu ermöglichen und zu entwickeln,
- Maßnahmen setzt, die diesem Ziel – vor anderen Einzelinteressen – dienen und
- über Personen verfügt, die konkrete Verantwortung für die Umsetzung der Wissenspolitik tragen (das kann z. B. auch in einer „Wissenspartnerschaft“ mehrerer Beteiligter erfolgen).[2]

Formal wird in primäre Wissenspolitik (sie geht der Frage nach, welche prinzipiellen Vorentscheidungen über die Relevanz und Zuschnitt von Fragestellungen in jede Produktion von Wissen eingehen. Die Fragen sind: wer bestimmt wann? wo? warum? wie? was erforscht, erfahren, festgestellt und diskutiert wird, was als gesicherte Erkenntnis gilt, was als solche festgeschrieben, veröffentlicht, weitergegeben, politisch verwendet, betrieblich angewandt wird.) und sekundäre Wissenspolitik, auch Wissenschaftspolitik (also die institutionelle Ebene) unterschieden.
Wissenspolitik beschäftigt sich daher u. a. mit den folgenden Fragestellungen
- wie kann die Kompetenz der Bürger und ihrer Gemeinschaften zu einer geglückten, selbstbestimmten Lebensgestaltung nachhaltig ermöglicht und entwickelt werden,
- welche rechtlichen Rahmenbedingungen braucht die Informationsgesellschaft (z. B. Datenschutzgesetze, Urheberrechte usw.).
- Wie passen Wissenswettbewerb  und freier Wissensaustausch zusammen? Zum Beispiel Open Source vs. „Schutz von Intellektuellem Eigentum“ (Intellectual Property Rights).
- wie können Unternehmen Wissen bilanzieren (siehe Wissensbilanz)?
- wie kann Wissen als Ressource für die internationale Entwicklungszusammenarbeit genutzt werden? Welche globale Verantwortung tragen wir, welche Wissensrechte fordern wir für Entwicklungsländer?
- welche geopolitische Position soll ein Nationalstaat hinsichtlich des Wissens einnehmen?
- wie können die neu entstehenden Arbeitsmodelle der Wissensarbeiter (oft sog. Einpersonen-Unternehmen (EPUs) / neue Selbständige, temporär Projektangestellte etc.) attraktiv und effizient gestaltet werden? Wer vertritt deren Interessen?
- wie federn wir die neue soziale Kluft von bildungsreichen und bildungsarmen Schichten ab? (Verhinderung des Knowledge Divide)

## Wissenspolitik in Anlehnung an Michel Foucault
In Abgrenzung zum Bedeutungsinhalt nach Stehr beschreibt Wissenspolitik in diesem zweiten Sinne keine Politikfelder. Stattdessen stehen hier diskursive Prozesse der Wahrheitsproduktion im Vordergrund. Solche Prozesse der Wahrheitsproduktion hatte Michel Foucault im Kontext des Begriffs Biopolitik als Einfluss des Wissens auf das Leben beschrieben. In diesem Prozess werden die Subjekte um die Wahrheit der Normen der Wissensproduktion angeordnet. Der Begriff der Wissenspolitik überträgt dieses Konzept auf Wissensformen, die nicht primär mit dem Leben in Verbindung stehen.